# Sankt Oswald bei Freistadt
Sankt Oswald bei Freistadt är en ort och kommun i Österrike. Den ligger i distriktet Freistadt i förbundslandet Oberösterreich, 140 km väster om huvudstaden Wien. 
Kommunen består av 18 orter (Ortschaften) (inom parentes invånarantal 1 januari 2024):

- Amesreith (105)
- Etzelsdorf (142)
- Florenthein (60)
- Fünfling (55)
- March (34)
- Mayrhöfen (181)
- Neudorf (131)
- Obermarreith (68)
- Oberreitern (41)
- Piberschlag (20)
- Rosenau (14)
- Sankt Oswald bei Freistadt (1 678)
- Stampfendorf (7)
- Stiftungsberg (92)
- Untermarreith (80)
- Wartberg (147)
- Wippl (162)
- Witzelsberg (30)